# BD Wong
Bradley Darryl "BD" Wong (San Francisco, California, 24 de octubre de 1960) es un actor estadounidense, conocido por sus papeles como el Dr. George Huang en Law & Order: Special Victims Unit, como el Padre Ray Mukada en Oz, Henry Wu en la película Jurassic Park, y por su papel recurrente como Song Liling en M. Butterfly.

## Primeros años
Wong nació en San Francisco, California, hijo de Roberta Christine (de soltera Leong), una supervisora de una compañía telefónica, y William D. Wong.  Es de origen chino. Wong asistió Lincoln High School antes de asistir a la Universidad Estatal de San Francisco.

## Carrera
En 1986 tuvo una pequeña aparición en la película Karate Kid II, como un chico que se encuentra a Daniel y Kumiko invitándolos a un evento. Wong llamó la atención por su debut en Broadway en M. Butterfly junto a John Lithgow. La obra ganó varios premios, incluyendo varios para Wong. Estuvo en Law & Order: Special Victims Unit como el Dr. George Huang, tuvo papeles recurrentes en All American Girl y como el padre Ray Mukada en Oz, con apariciones en The X-Files y Sesame Street. En el cine, ha aparecido en The Freshman, en Father of the Bride y su secuela Father of the Bride Part II, Siete años en el Tíbet, Jurassic Park, Executive Decision, y Slappy y los sucios. También dio la voz del Capitán Shang en Mulan y su secuela. Así mismo participó en la película Focus. Participó en la filmación de Jurassic World y Jurassic World: El reino caído. Ha participado en la serie Mr. Robot como WhiteRose, interpretando a un personaje transexual cabeza de la organización hacker conocida como Dark Army y como antagonista principal en la serie "Gotham" interpretando el papel del conocido enemigo de Batman, Hugo Strange. 
También ha participado en la serie American Horror Story: Apocalypse es la octava temporada de la serie de terror antológica de FX estrenó en Estados Unidos el 12 de septiembre de 2018 y en Latinoamérica el 13 de septiembre de 2018, interpretando a Baldwin Pennypacker. 
En 2018 formó parte de la película Bird Box.

## Vida personal
Wong, que es abiertamente gay, inició una relación con el agente Richie Jackson en 1988. En 2000, Wong tuvo dos hijos gemelos: Boaz Dov Wong, que murió 90 minutos después de nacer, y Jackson Foo Wong. Nacieron a través de una madre de alquiler, usando el esperma de Wong y un óvulo donado por la hermana de Jackson. En 2003, Wong escribió un libro de memorias sobre sus experiencias titulado Following Foo: the Electronic Adventures of the Chestnut Man. Wong y Jackson terminaron su relación en 2004.
En 2010 en una noche de soltero el actor conoció a Schnorr, de 35 años, quien es director de medios digitales de la Biblioteca Pública de Nueva York. 
El 7 de octubre de 2018 Schnorr y Wong tras 8 años de relación contrajeron matrimonio en una ceremonia íntima con amigos y familiares en Brooklyn.

## Filmografía

### Cine
| Año  | Título                         | Personaje                            | Notas                                              |
| ---- | ------------------------------ | ------------------------------------ | -------------------------------------------------- |
| 1986 | The Karate Kid Part II         | Muchacho en la calle                 | Acreditado como Bradd Wong                         |
| 1989 | Family Business                | Jimmy Chiu, profesor MIT de Adam     |                                                    |
| 1990 | The Freshman                   | Edward                               |                                                    |
| 1991 | Mystery Date                   | James Lew                            |                                                    |
| 1991 | Father of the Bride            | Howard Weinstein                     |                                                    |
| 1992 | The Lounge People              | Billy                                |                                                    |
| 1993 | Jurassic Park                  | Dr. Henry Wu                         |                                                    |
| 1994 | The Ref                        | Dr. William Wong, Marriage Counselor | Llamado también: "Hostile Hostages". No acreditado |
| 1994 | Men of War                     | Po                                   |                                                    |
| 1995 | Kalamazoo                      | Justin                               |                                                    |
| 1995 | Father of the Bride Part II    | Howard Weinstein                     |                                                    |
| 1996 | Executive Decision             | Sgnt. Louie Jung                     |                                                    |
| 1996 | Joe's Apartment                | Cockroach                            | Voz                                                |
| 1997 | Seven Years in Tibet           | Ngapoi Ngawang Jigme                 |                                                    |
| 1998 | Slappy and the Stinkers        | Morgan Brinway                       |                                                    |
| 1998 | Mulan                          | Li Shang                             | Voz                                                |
| 1998 | The Substitute 2: School's Out | Warren Drummond                      | Directo a vídeo                                    |
| 2002 | The Salton Sea                 | Bubba                                |                                                    |
| 2004 | Mulan II                       | Shang                                | Voz. Directo a vídeo                               |
| 2005 | Stay                           | Dr. Edmund Ren                       |                                                    |
| 2006 | Ira & Abby                     | Party Guest                          |                                                    |
| 2012 | White Frog                     | Oliver Young                         |                                                    |
| 2015 | Focus                          | Liyuan Tse                           |                                                    |
| 2015 | Jurassic World                 | Dr. Henry Wu                         |                                                    |
| 2017 | The Space Between Us           | Tom Chen                             |                                                    |
| 2018 | Jurassic World: Fallen Kingdom | Dr. Henry Wu                         |                                                    |
| 2018 | Bird Box                       | Greg                                 |                                                    |
| 2022 | Jurassic World: Dominion       | Dr. Henry Wu                         |                                                    |
| 2023 | Heart of Stone                 | Rey de tréboles                      | Película para Netflix                              |
| 2023 | El Rey Mono                    | Buda                                 |                                                    |

### Televisión
| Año           | Título                                                                    | Personaje                           | Notas                                                                                 |
| ------------- | ------------------------------------------------------------------------- | ----------------------------------- | ------------------------------------------------------------------------------------- |
| 1983          | No Big Deal                                                               | Miss Karnisian's Class              | Película de televisión. Acreditado como Bradd Wong                                    |
| 1986          | Simon & Simon                                                             | Counterboy – Photo Shop Clerk       | "Mobile Home of the Brave"                                                            |
| 1987          | Double Switch                                                             | Waiter                              | Película de televisión                                                                |
| 1988          | Crash Course                                                              | Kichi                               | Película de televisión. Acreditado como Bradd Wong. Llamada también "Driving Academy" |
| 1990          | Goodnight Sweet Wife: A Murder in Boston                                  | Kim Tan                             | Película de televisión. Llamada también "The Charles Stuart Story"                    |
| 1991          | Alive from Off Center                                                     | Actor                               | "Dances in Exile"                                                                     |
| 1993          | And the Band Played On                                                    | Kico Govantes                       | Película de televsión. HBO                                                            |
| 1994–1995     | All-American Girl                                                         | Dr. Stuart Kim                      | 18 Episodios                                                                          |
| 1994          | ABC Afterschool Specials                                                  | Johnny Angel                        | "Magical Make-Over"                                                                   |
| 1995          | Dazzle                                                                    | Teng                                | Película de televisión                                                                |
| 1995          | Happily Ever After: Fairy Tales for Every Child                           | The Wolf. Aladdin / The Genie       | Episodios: "Little Red Riding Hood", "Aladdin"                                        |
| 1995          | Bless This House                                                          | Johnny Chen                         | "Neither a Borrower Nor a Landlord Be"                                                |
| 1996          | The X-Files                                                               | Det. Glen Chao                      | "Hell Money"                                                                          |
| 1997–2003     | Oz                                                                        | Father Ray Mukada                   | 47 Episodios                                                                          |
| 1998          | Reflections on Ice: Michelle Kwan Skates to the Music of Disney's 'Mulan' | Cap. Li Shang                       | Película de televisión                                                                |
| 1999          | Chicago Hope                                                              | Dr. Kai Chang                       | "Upstairs, Downstairs"                                                                |
| 2000          | Welcome to New York                                                       | Dennis                              | "Jim Gets a Wig"                                                                      |
| 2002          | Kim Possible                                                              | Agente Will Du                      | Voz. "Number One"                                                                     |
| 2001–2021     | Law & Order: Special Victims Unit                                         | Dr. George Huang                    | 143 Episodios. Recurrente (T2–3). Regular (T4-12). Invitado (T13-15, 17)              |
| 2004          | Century City                                                              | Fiscal U.S. Matthew Chin            | "Pilot"                                                                               |
| 2007          | Marco Polo                                                                | Pedro                               | Película de televisión                                                                |
| 2012          | Awake                                                                     | Dr. John Lee                        | Regular. 11 Episodios                                                                 |
| 2014          | The Normal Heart                                                          | Buzzy                               | Película de televisión. HBO                                                           |
| 2015          | NCIS: New Orleans                                                         | Navy Ten. Commander Dr. Gabriel Lin | "The Walking Dead"                                                                    |
| 2015–2018     | Madam Secretary                                                           | Brent Rosen                         | Episodios: "The Kill List", "Refuge"                                                  |
| 2015          | Nurse Jackie                                                              | Doctor Wu                           | "Are You with Me, Doctor Wu?"                                                         |
| 2015–2019     | Mr. Robot                                                                 | Whiterose/Minister Zhi Zhang        | 22 Episodios. Recurrente (T1-2). Regular (T3-4)                                       |
| 2016–2019     | Gotham                                                                    | Professor Hugo Strange              | 16 Episodios                                                                          |
| 2016          | Last Week Tonight with John Oliver                                        | Científico                          | "Scientific Studies"                                                                  |
| 2017–presente | Something's Killing Me with BD Wong                                       | Anfitrión / Presentador             | 6 Episodios en 2017                                                                   |
| 2017          | DuckTales                                                                 | Toad Liu Hai                        | Voz. "The House of the Lucky Gander!"                                                 |
| 2018          | American Horror Story: Apocalypse                                         | Baldwin Pennypacker                 | 3 Episodios                                                                           |
| 2019–2020     | The Flash                                                                 | Godspeed                            | Voz. 2 Episodios                                                                      |
| 2020–presente | Awkwafina Is Nora from Queens                                             | Wally                               | Recurrente. 7 Episodios                                                               |
| 2023          | Gremlins: Los secretos de los Mogwai                                      | Hon Wing                            | 10 Episodios (Voz)                                                                    |

### Videojuegos
| Año  | Título                        | Personaje     | Notas           |
| ---- | ----------------------------- | ------------- | --------------- |
| 2005 | Kingdom Hearts II             | Cap. Li Shang | Versión inglesa |
| 2007 | Kingdom Hearts II: Final Mix+ | Cap. Li Shang | Versión inglesa |
| 2015 | Lego Jurassic World           | Henry Wu      |                 |
| 2018 | Jurassic World Evolution      | Henry Wu      |                 |
| 2021 | Jurassic World Evolution 2    | Henry Wu      |                 |

### Teatro
| Año       | Título                           | Personaje        | Notas                    |
| --------- | -------------------------------- | ---------------- | ------------------------ |
| 1988–1990 | M. Butterfly                     | Song Liling      | Debut en Broadway        |
| 1993      | Face Value                       | Randall Lee      |                          |
| 1999      | You're a Good Man, Charlie Brown | Linus            |                          |
| 2004–2005 | Pacific Overtures                | Recitador        |                          |
| 2012      | Herringbone                      | Variospersonajes | Espectáculo de un hombre |
| 2019      | The Great Leap                   | Wen Chang        |                          |

### Parque temático
| Año  | Título                             | Personaje    | Parque                           | Notas                                                    |
| ---- | ---------------------------------- | ------------ | -------------------------------- | -------------------------------------------------------- |
| 2021 | DuckTales World Showcase Adventure | Toad Liu Hai | EPCOT                            | Por realizar; fecha exacta de entrega aun no establecida |
| 2021 | VelociCoaster                      | Dr. Henry Wu | Universal's Islands of Adventure |                                                          |

### Libros de audio
| Año  | Título                                   | Personaje                   | Editorial              |
| ---- | ---------------------------------------- | --------------------------- | ---------------------- |
| 1997 | Ticktock                                 | Dean Koontz                 | Random House Audio     |
| 2002 | Balzac and the Little Chinese Seamstress | Dai Sijie                   | Random House Audio     |
| 2019 | The Red Scrolls of Magic                 | Cassandra Clare, Wesley Chu | Simon & Schuster Audio |
| 2020 | The Lost Book of the White               | Cassandra Clare, Wesley Chu | Simon & Schuster Audio |
| 2022 | To Paradise                              | Hanya Yanagihara            | Random House Audio     |

## Premios y nominaciones
| Año  | Otorga                           | Premio                                          | Trabajo                          | Resultado |
| ---- | -------------------------------- | ----------------------------------------------- | -------------------------------- | --------- |
| 1988 | Tony Award                       | Mejor actor principal en una Obra               | M. Butterfly                     | Ganó      |
| 1988 | Drama Desk Award                 | Destacado actor principal en una Obra           | M. Butterfly                     | Ganó      |
| 1988 | Outer Critics Circle Award       | Destacada Interpretación Debut                  | M. Butterfly                     | Ganó      |
| 1988 | Theatre World Award              |                                                 | M. Butterfly                     | Ganó      |
| 1988 | Clarence Derwent Award           | Más prometedora interpretación masculina        | M. Butterfly                     | Ganó      |
| 2003 | Outer Critics Circle Award       | Destacado actor principal en una Obra           | Shanghai Moon                    | Nominado  |
| 2003 | GLAAD Media Award                | Premio Davidson / Valentini                     |                                  | Ganó      |
| 2013 | Best Shorts Competition          | Voz-sobre Talento                               | The No Name Painting Association | Ganó      |
| 2016 | Critics' Choice Television Award | Mejor intérprete invitado en una Serie de Drama | Mr. Robot                        | Nominado  |
| 2017 | Primetime Emmy Awards            | Destacado actor invitado en una Serie de Drama  | Mr. Robot                        | Nominado  |